# Адамс (Масачузетс)
Вижте пояснителната страница за други значения на Адамс.
Адамс (на английски: Adams) е град в североизточните Съединени американски щати, част от окръг Бъркшър на щата Масачузетс.
Населението му е около 8485 души (2010).
Разположен е на 244 m надморска височина в подножието на Апалачите, на 72 км северозападно от Спрингфийлд и на 56 км източно от Олбани.
Селището е основано през 1760-те години от квакери. Става град през 1778 година. Наречено на революционера Самюел Адамс.

## Известни личности
Родени в Адамс
- Сюзан Б. Антъни (1820 – 1906), общественичка
- Стейси Шиф (р. 1961), писателка